# Groupe de NGC 5739
Le groupe de NGC 5739 comprend au moins sept galaxies situées dans la constellation du Bouvier. La distance moyenne entre ce groupe et la Voie lactée est d'environ 82,5 Mpc (∼269 millions d'al). 

## Membres
Le tableau ci-dessous liste les sept galaxies qui sont indiquées dans l'article d'Abraham Mahtessian publié en 1998. 
À ces six galaxies, il faut ajouter la galaxie PGC 51372, car elle forme un couple de galaxies avec NGC 5603. 
| Nom       | Classification | Type           | α (J2000.0)   | δ (J2000.0) | Vitesse radiale (km/s) | Magnitude apparente | Distance (Mpc) | Diamètre (kal) |
| --------- | -------------- | -------------- | ------------- | ----------- | ---------------------- | ------------------- | -------------- | -------------- |
| NGC 5598  | S0             | Lenticulaire   | 14h 22m 28.3s | 40° 19′ 11″ | 5429 ± 2               | 13,0                | 82,4 ± 5,8     | 114            |
| NGC 5603  | S0             | Lenticulaire   | 14h 23m 01.5s | 40° 22′ 39″ | 5568 ± 3               | 13,0                | 84,5 ± 5,9     | 88             |
| NGC 5696  | SBbc           | Spirale barrée | 14h 36m 57.1s | 41° 49′ 41″ | 5456 ± 3               | 13,0                | 82,6 ± 5,8     | 175            |
| NGC 5739  | SAB0^+(r)?     | Lenticulaire   | 14h 42m 28.9s | 41° 50′ 32″ | 5419 ± 13              | 12,1                | 81,9 ± 5,7     | 191            |
| NGC 5784  | S0             | Lenticulaire   | 14h 54m 16.4s | 42° 33′ 28″ | 5370 ± 16              | 12,4                | 81,0 ± 5,7     | 149            |
| NGC 5787  | SB0-a          | Lenticulaire   | 14h 55m 15.6s | 42° 30′ 25″ | 5488 ± 2               | 13,2                | 82,7 ± 5,8     | 102            |
| NGC 5860  | E/S0           | Lenticulaire   | 15h 06m 33.8s | 43° 38′ 29″ | 5398 ± 16              | 13,2                | 81,3 ± 5,7     | 83             |
| PGC 51372 | SAcd           | Spirale        | 14h 22m 56.5s | 40° 25′ 02″ | 5532 ± 5               | 13,616 ± 0,005 sinh | 83,9 ± 5,9     | 170            |

Le site DeepskyLog permet de trouver aisément les constellations des galaxies mentionnées dans ce tableau ou si elles ne s'y trouvent pas, l'outil du site constellation permet de le faire à l'aide des coordonnées de la galaxie. Sauf indication contraire, les données proviennent du site NASA/IPAC.